# 公開天文台一覧
公開天文台（こうかいてんもんだい）の一覧。本稿では、公開されている天文台の場所及び主観測装置を示す。
各天文台の概要は、各項目を参照。

## 概論
天文台にも記述があるように、一般公開が行われている観測所を公開天文台とする。この場合の一般公開の定義は、原則として事前予約を必要とせず季節限定ではない通年営業で誰でも気軽に見学ができる施設であることである（有償・無償は問わない）。
なお、一般公開とは、基本的に施設公開であり、施設概要についての説明展示や研究業務活動によって得られた成果を公開しているものである。それに対して、一般観望会は天体観察もしくは観望を目的に実施しているものであり、天体観測機材の都合上、理科の教科書で知られている天体及び天体現象の観察が主である。
注意）研究利用観測の場合には、研究利用申請や研究利用費が必要な観測所もある。国立天文台の一部の観測所を除く観測所、及び大学法人（国立・公立・私立）の設置・運用する観測所においては、夜間は研究教育利用や研究利用観測に用いられているため、特別の許可がない場合には見学は出来ない。

## 日本公開天文台協会 (JAPOS)
日本の公開天文台間における、教育・研究成果の普及及び発信を目指して組織された任意団体。
日本全国の公開天文台職員等が毎年集まり、施設の運営の工夫、天体観望会の改善や新しい事業の紹介等の取り組みを発表し、議論するワークショップ「全国の天体観測施設の会」が母体。
21世紀に入り、公開天文台を取り巻く環境が厳しさを増す中、施設間のより強固な連携と情報交換を図るべく組織化が検討され、2005年の第14回大会において正式に発足が決定した。
発足当初は、兵庫県立西はりま天文台が協会の代表を務めた。2022年現在はなよろ市立天文台が会長在籍施設で、事務局が公開天文台間での相互連携を目指した情報発信や天文台の利用実態の調査などに当たっている。
各天文台は世界天文年2009の実施支援機関でもある。

## PAONET
Public Astronomical Obsavatory ネットワークのこと。国立天文台や学術機関の専門家は、アドバイザーの形で参加。現在、プラネタリウム館、公開天文台、科学館、学校などが加盟している任意団体による機関。会員総数198。運営委員会があり、郡山市ふれあい科学館、大阪市立科学館、かわべ天文公園、島根県立三瓶自然館、埼玉県立豊岡高等学校、岡山商科大学附属高等学校、広島市こども文化科学館、陸別町りくべつ宇宙地球科学館、徳島県立アスタムランドから、有志が参加して運営を行っている。
インターネットの黎明期である1993年、公開天文台や科学館の研究員・学芸員、そして国立天文台をはじめとする若手研究者の有志によって、手軽で安価に最新の天体画像などを配信する試みを実験的に始めた。この実験運用を経て、1995年にその当時の運営者がPAOネットワーク世話人となり、国立天文台でユーザミーティングを実施。毎年、4月に参加者を募集している。

## 各国の公開天文台

### 日本
北より順に記載。定義に合致した施設及び日本公開天文台協会が公開天文台としている施設について記載する。

#### 北海道地区
|  | 名称                       |   | 所在地         |   | 備考                                                         |
|  | しょさんべつ天文台         | - | 苫前郡初山別村 | - | 口径65cm反射式望遠鏡                                         |
|  | なよろ市立天文台きたすばる | - | 名寄市         | - | 口径160cm反射式望遠鏡                                        |
|  | 北網圏北見文化センター     | - | 北見市         | - | 口径20cm屈折式望遠鏡                                         |
|  | 旭川市科学館 サイパル      | - | 旭川市         | - | 口径65cm反射式望遠鏡、口径20cm屈折式望遠鏡                   |
|  | 丘のまち郷土学館「美宙」   | - | 上川郡美瑛町   | - | 口径40cm反射式望遠鏡                                         |
|  | 銀河の森天文台             | - | 足寄郡陸別町   | - | 口径115cm反射式望遠鏡                                        |
|  | 札幌市天文台               | - | 札幌市中央区   | - | 口径20cm屈折式望遠鏡                                         |
|  | 札幌市青少年科学館         | - | 札幌市厚別区   | - | 口径60cm反射式望遠鏡、25cm屈折式望遠鏡、口径10cm屈折式望遠鏡 |
|  | 帯広市児童会館             | - | 帯広市         | - | 口径20cm屈折式望遠鏡                                         |

#### 東北地区
|  | 名称                     |   | 所在地       |   | 備考                                            |
|  | 国立天文台水沢VLBI観測所 | - | 岩手県奥州市 | - | 20m電波望遠鏡、口径35cm反射式望遠鏡             |
|  | 仙台市天文台             | - | 宮城県仙台市 | - | 旧：口径41cm反射式望遠鏡、現：130cm反射式望遠鏡 |
|  | 天体観測館コスモス童夢   | - | 山形県酒田市 | - | 口径50cm反射式望遠鏡                            |
|  | 福島市浄土平天文台       | - | 福島県福島市 | - | 口径40cm反射式望遠鏡、口径15cm屈折式望遠鏡      |
|  | 星の村天文台             | - | 福島県田村市 | - | 口径65cm反射式望遠鏡                            |

#### 関東地区
|  | 名称                                 |   | 所在地                 |   | 備考                                                             |
|  | 栃木県子ども総合科学館               | - | 栃木県宇都宮市         | - | 口径75cm反射式望遠鏡                                             |
|  | 向井千秋記念子ども科学館             | - | 群馬県館林市           | - | 口径20cm屈折式望遠鏡                                             |
|  | 群馬県立ぐんま天文台                 | - | 群馬県吾妻郡高山村     | - | 口径150cm反射式望遠鏡、口径65cm反射式望遠鏡                      |
|  | 加須未来館                           | - | 埼玉県加須市           | - | 口径20cm屈折式望遠鏡                                             |
|  | 熊谷市立文化センタープラネタリウム館 | - | 埼玉県熊谷市           | - | 口径40cm反射式望遠鏡、口径15cm屈折式望遠鏡                       |
|  | 埼玉県立小川げんきプラザ             | - | 埼玉県比企郡小川町     | - | 口径20cm屈折式望遠鏡                                             |
|  | ときがわ町星と緑の創造センター       | - | 埼玉県比企郡ときがわ町 | - | 口径91cm反射式望遠鏡、口径45cm反射式望遠鏡、口径30cm反射式望遠鏡 |
|  | さいたま市青少年科学館               | - | 埼玉県さいたま市       | - | 口径20cm屈折式望遠鏡                                             |
|  | 川口市立科学館                       | - | 埼玉県川口市           | - | 口径65cm反射式望遠鏡、口径20cm屈折式望遠鏡、6連式太陽望遠鏡      |
|  | 相模原市立博物館                     | - | 神奈川県相模原市       | - | 口径40cm反射式望遠鏡                                             |

#### 東京地区
|  | 名称                     |   | 所在地       |   | 備考                                             |
|  | 葛飾区郷土と天文の博物館 | - | 東京都葛飾区 | - | 口径25cm屈折式望遠鏡                             |
|  | 杉並区立科学館           | - | 東京都杉並区 | - | 口径15cm屈折式望遠鏡                             |
|  | 国立科学博物館           | - | 東京都台東区 | - | 筑波分館では、天体望遠鏡で観望会を行っている。   |
|  | 国立天文台三鷹キャンパス | - | 東京都三鷹市 | - | 口径50cm反射式望遠鏡                             |
|  | 府中市郷土の森博物館     | - | 東京都府中市 | - | 口径35cm反射式望遠鏡（移動式天文観測車に搭載）他 |

#### 中部地区
|  | 名称                                                           |   | 所在地               |   | 備考                                   |
|  | 新潟県立自然科学館                                             | - | 新潟県新潟市         | - | 口径60cm反射式望遠鏡                   |
|  | 上越清里星のふるさと館                                         | - | 新潟県上越市         | - | 口径65cm反射式望遠鏡                   |
|  | 富山市科学博物館付属富山市天文台 （2021年3月31日閉館）         | - | 富山県富山市         | - | 口径100cm反射式望遠鏡                  |
|  | あおき天文台                                                   | - | 富山県富山市         | - | 口径43cm反射式望遠鏡                   |
|  | 国立立山青少年自然の家・立山ドーム                             | - | 富山県中新川郡立山町 | - | 口径60cm反射式望遠鏡                   |
|  | 星の観察館満天星                                               | - | 石川県鳳珠郡能登町   | - | 口径60cm反射式望遠鏡                   |
|  | キゴ山天体観察センター                                         | - | 石川県金沢市         | - | 口径20cm屈折式望遠鏡                   |
|  | 福井市自然史博物館                                             | - | 福井県福井市         | - | 口径20cm屈折式望遠鏡                   |
|  | 福井県自然保護センター観察棟                                   | - | 福井県大野市         | - | 口径80cm反射式望遠鏡                   |
|  | 長野市立博物館                                                 | - | 長野県長野市         | - | 口径40cm反射式望遠鏡                   |
|  | うすだスタードーム                                             | - | 長野県佐久市         | - | 口径60cm反射式望遠鏡                   |
|  | 宇宙航空研究開発機構宇宙科学研究所臼田宇宙空間観測所           | - | 長野県佐久市         | - | 64m電波望遠鏡                          |
|  | 国立天文台野辺山宇宙電波観測所                                 | - | 長野県南佐久郡南牧村 | - | 45m電波望遠鏡他                        |
|  | 国立天文台野辺山太陽電波観測所                                 | - | 長野県南佐久郡南牧村 | - | 太陽電波望遠鏡他                       |
|  | おんたけ休暇村天文館                                           | - | 長野県木曽郡王滝村   | - | 口径60cm反射式望遠鏡、20cm屈折式望遠鏡 |
|  | 東京大学大学院理学系研究科附属天文学教育研究センター木曾観測所 | - | 長野県木曽郡木曽町   | - | 口径105cmシュミット式望遠鏡            |
|  | 銀河ドーム                                                     | - | 長野県上伊那郡中川村 | - | 口径30cmカセグレン式反射望遠鏡         |
|  | 京都大学大学院理学研究科附属飛騨天文台                         | - | 岐阜県高山市         | - | 口径60cmドームレス望遠鏡他             |
|  | 岐阜市科学館                                                   | - | 岐阜県岐阜市         | - | 口径50cm反射式望遠鏡                   |
|  | 岐阜天文台                                                     | - | 岐阜県岐阜市         | - | 口径25cm屈折式望遠鏡                   |
|  | 各務原市少年自然の家                                           | - | 岐阜県各務原市       | - | 口径15cm屈折式望遠鏡                   |
|  | ハートピア安八                                                 | - | 岐阜県安八郡安八町   | - | 口径70cm反射式望遠鏡                   |
|  | スイトピアセンター                                             | - | 岐阜県大垣市         | - | 口径20cm屈折望遠鏡                     |
|  | 三の倉市民の里 地球村                                          | - | 岐阜県多治見市       | - | 口径15cm屈折式望遠鏡                   |
|  | 西美濃天文台                                                   | - | 岐阜県揖斐郡揖斐川町 | - | 口径50cm反射式望遠鏡                   |
|  | 関市まなびセンター                                             | - | 岐阜県関市           | - | 口径15cm屈折式望遠鏡                   |
|  | 姫治地区センター                                               | - | 岐阜県可児市         | - | 15cm屈折式望遠鏡、口径12.5cm屈折望遠鏡 |
|  | 飛騨プラネタリウム                                             | - | 岐阜県高山市         | - | 20cm屈折望遠鏡（移動天文車）           |
|  | 月光天文台                                                     | - | 静岡県田方郡函南町   | - | 口径50cm反射式望遠鏡、20cm屈折式望遠鏡 |
|  | 星の広場天文台                                                 | - | 静岡県静岡市         | - | 口径41cm反射式望遠鏡                   |
|  | 岩崎一彰・宇宙美術館 (2016年9月閉館)                           | - | 静岡県伊東市         | - | 口径61cm反射式望遠鏡                   |
|  | ディスカバリーパーク焼津                                       | - | 静岡県焼津市         | - | 口径80cm反射式望遠鏡                   |
|  | 浜松市天文台                                                   | - | 静岡県浜松市         | - | 口径20cm屈折式望遠鏡                   |
|  | スカイワードあさひ                                             | - | 愛知県尾張旭市       | - | 口径50cm反射式望遠鏡                   |
|  | 名古屋市科学館                                                 | - | 愛知県名古屋市       | - | 口径80cm反射式望遠鏡                   |
|  | 半田空の科学館                                                 | - | 愛知県半田市         | - | 口径30cm反射式望遠鏡                   |

#### 近畿地区
|  | 名称                               |   | 所在地                 |   | 備考                                                                           |
|  | 尾鷲市立天文科学館                 | - | 三重県尾鷲市           | - | 口径81cm反射式望遠鏡                                                           |
|  | ダイニックアストロパーク天究館     | - | 滋賀県犬上郡多賀町     | - | 口径60cm反射式望遠鏡                                                           |
|  | 綾部市天文館パオ                   | - | 京都府綾部市           | - | 口径95cm反射式望遠鏡                                                           |
|  | 京都大学理学系研究科附属花山天文台 | - | 京都府京都市           | - | 口径45cm屈折式望遠鏡、口径70cmシロースタット型太陽望遠鏡、口径18cm屈折式望遠鏡 |
|  | 丹波天文館                         | - | 京都府船井郡京丹波町   | - | 口径50cm反射式望遠鏡                                                           |
|  | 京都産業大学神山天文台             | - | 京都府京都市           | - | 口径130cm反射式望遠鏡                                                          |
|  | アクトパル宇治                     | - | 京都府宇治市           | - | 口径25cm屈折式望遠鏡                                                           |
|  | 大阪市立科学館                     | - | 大阪府大阪市           | - | 口径50cm反射式望遠鏡                                                           |
|  | LICはびきの                        | - | 大阪府羽曳野市         | - | 口径40cm反射式望遠鏡                                                           |
|  | ソフィア・堺                       | - | 大阪府堺市             | - | 口径60cm反射式望遠鏡                                                           |
|  | 善兵衛ランド                       | - | 大阪府貝塚市           | - | 口径60cm反射式望遠鏡                                                           |
|  | 兵庫県立大学西はりま天文台         | - | 兵庫県佐用郡佐用町     | - | 口径200cm反射式望遠鏡、 口径60cm反射式望遠鏡                                   |
|  | 猪名川天文台                       | - | 兵庫県川辺郡猪名川町   | - | 口径50cm反射式望遠鏡                                                           |
|  | にしわき経緯度地球科学館           | - | 兵庫県西脇市           | - | 口径81cm反射式望遠鏡                                                           |
|  | 星の子館                           | - | 兵庫県姫路市           | - | 口径90cm反射式望遠鏡                                                           |
|  | 神戸市立青少年科学館               | - | 兵庫県神戸市           | - | 口径25cm屈折式望遠鏡                                                           |
|  | 明石市立天文科学館                 | - | 兵庫県明石市           | - | 口径40cm反射式望遠鏡                                                           |
|  | 大塔コスミックパーク星のくに       | - | 奈良県五條市           | - | 口径45cm反射式望遠鏡、口径40cm反射式望遠鏡                                     |
|  | みさと天文台                       | - | 和歌山県海草郡紀美野町 | - | 口径105cm反射式望遠鏡                                                          |
|  | かわべ天文公園                     | - | 和歌山県日高郡日高川町 | - | 口径100cm反射式望遠鏡                                                          |

#### 中国・四国地区
|  | 名称                                 |   | 所在地                   |   | 備考                                                  |
|  | 鳥取市さじアストロパーク・佐治天文台 | - | 鳥取県鳥取市             | - | 口径103cm反射式望遠鏡                                 |
|  | 島根県立三瓶自然館                   | - | 島根県大田市             | - | 口径60cm反射式望遠鏡、口径20cm屈折式望遠鏡            |
|  | 日原天文台                           | - | 島根県鹿足郡津和野町     | - | 口径75cm反射式望遠鏡                                  |
|  | 美星天文台                           | - | 岡山県井原市             | - | 口径101cm反射式望遠鏡                                 |
|  | 公益財団法人倉敷天文台               | - | 岡山県倉敷市             | - | 口径32cm反射式望遠鏡                                  |
|  | 国立天文台岡山天体物理観測所         | - | 岡山県浅口市             | - | 口径188cm反射式望遠鏡、口径91cm反射式望遠鏡           |
|  | 岡山天文博物館                       | - | 岡山県浅口市             | - | 太陽観測用15cm屈折式望遠鏡、同架望遠鏡8cm屈折式望遠鏡 |
|  | 山口県立山口博物館                   | - | 山口県山口市             | - | 口径20cm屈折式望遠鏡                                  |
|  | 阿南市科学センター                   | - | 徳島県阿南市             | - | 口径113cm反射式望遠鏡                                 |
|  | まんのう天文台                       | - | 香川県仲多度郡まんのう町 | - | 口径30cm反射式望遠鏡                                  |
|  | 久万高原天体観測館                   | - | 愛媛県上浮穴郡久万高原町 | - | 口径60cm反射式望遠鏡                                  |
|  | 高知みらい科学館                     | - | 高知県高知市             | - | 口径60cm反射式望遠鏡                                  |
|  | 梶ヶ森天文台                         | - | 高知県長岡郡大豊町       | - | 口径60cm反射式望遠鏡                                  |
|  | 芸西天文学習館                       | - | 高知県安芸郡芸西村       | - | 口径60cm反射式望遠鏡                                  |
|  | 四万十市天体観測施設「四万十天文台」 | - | 高知県四万十市           | - | 口径36cm反射式望遠鏡                                  |

#### 九州地区
|  | 名称                             |   | 所在地                 |   | 備考                                                                                   |
|  | 小郡市生涯学習センター天体ドーム | - | 福岡県小郡市           | - | 口径40cm反射式望遠鏡、口径20cm屈折式望遠鏡 - 無料                                      |
|  | 福岡県青少年科学館               | - | 福岡県久留米市         | - | 口径20cm屈折式望遠鏡                                                                   |
|  | 久留米市天文台                   | - | 福岡県久留米市         | - | 口径40cm反射式望遠鏡、太陽観測装置 - 土曜日のみ無料                                    |
|  | 八女市星の文化館                 | - | 福岡県八女市星野村     | - | 口径100cm反射式望遠鏡、口径65cm反射式望遠鏡、口径15cm屈折式望遠鏡 - 入館無料、観望有料 |
|  | 西与賀コミュニティーセンター     | - | 佐賀県佐賀市           | - | - 口径20cm屈折望遠鏡 - 無料                                                            |
|  | 佐賀県立宇宙科学館               | - | 佐賀県武雄市           | - | 口径20cm屈折望遠鏡 - 有料                                                              |
|  | 長崎市科学館スターシップ         | - | 長崎県長崎市           | - | 口径70cm反射式望遠鏡、口径15cm屈折式望遠鏡 - 有料                                      |
|  | 五島市鬼岳天文台                 | - | 長崎県五島市           | - | 口径60cm反射式望遠鏡、口径10cm屈折式望遠鏡 - 入館無料、観望有料                        |
|  | 合志市西合志図書館天文台         | - | 熊本県合志市           | - | 口径40cm反射式望遠鏡                                                                   |
|  | 南阿蘇ルナ天文台                 | - | 熊本県阿蘇郡南阿蘇村   | - | 口径82cm反射式望遠鏡、7連式太陽望遠鏡 - 有料、完全予約                                 |
|  | 清和高原天文台                   | - | 熊本県上益城郡山都町   | - | 口径50cm反射式望遠鏡 - 有料                                                            |
|  | 熊本県民天文台                   | - | 熊本県熊本市           | - | 口径41cm反射式望遠鏡 - 無料（募金制）                                                  |
|  | さかもと八竜天文台               | - | 熊本県八代市           | - | 口径45cm反射式望遠鏡、口径30cm屈折式望遠鏡 - 有料                                      |
|  | ミューイ天文台                   | - | 熊本県上天草市         | - | 口径50cm反射式望遠鏡、口径15cm屈折式望遠鏡 - 有料                                      |
|  | 梅園の里天文台天球館             | - | 大分県国東市           | - | 口径65cm反射式望遠鏡、口径15cm屈折式望遠鏡 - 有料                                      |
|  | 関崎海星館                       | - | 大分県大分市           | - | 口径60cm反射式望遠鏡                                                                   |
|  | コンパルホール                   | - | 大分県大分市           | - | 口径30cm反射式望遠鏡                                                                   |
|  | たちばな天文台                   | - | 宮崎県都城市           | - | 口径50cm反射式望遠鏡、口径20cm屈折式望遠鏡 - 有料                                      |
|  | 中小屋天文台昴ドーム             | - | 宮崎県美郷町           | - | 口径60cm反射式望遠鏡 - 有料                                                            |
|  | せんだい宇宙館                   | - | 鹿児島県薩摩川内市     | - | 口径50cm反射式望遠鏡、口径15cm屈折式望遠鏡 - 有料                                      |
|  | スターランドAIRA                 | - | 鹿児島県姶良市         | - | 口径40cm反射式望遠鏡 - 有料                                                            |
|  | 輝北天球館                       | - | 鹿児島県鹿屋市         | - | 口径65cm反射式望遠鏡 - 有料                                                            |
|  | 十島村中之島天文台               | - | 鹿児島県鹿児島郡十島村 | - | 口径60cm反射式望遠鏡 - 詳細不明                                                        |

#### 沖縄地区
|  | 名称                   |   | 所在地               |   | 備考                                   |
|  | 石垣島天文台           | - | 沖縄県石垣市         | - | 口径105cm反射式望遠鏡 - 無料（要予約） |
|  | 波照間島星空観測タワー | - | 沖縄県八重山郡竹富町 | - | 口径20cm屈折式望遠鏡 - 有料            |

### アメリカ合衆国
|  | 名称                            |   | 所在地                             |   | 備考                                              |
|  | 国立天文台ハワイ観測所          | - | ハワイ州                           | - | 口径8m反射式望遠鏡                                |
|  | シャーロットキャンパス天文台    | - | フロリダ州                         | - | 35cm反射式望遠鏡                                  |
|  | UNCシャーロット天文台           | - | フロリダ州                         | - | [ 6 ]                                             |
|  | ディアボーン天文台              | - | イリノイ州                         | - | ノースウェスタン大学附属天文台 - 47cm屈折式望遠鏡 |
|  | フロスティドリュー天文台        | - | ロードアイランド州チャールズタウン | - | 40cm反射式望遠鏡                                  |
|  | ジョージ・メイソン大学天文台    | - | バージニア州                       | - | 81cm反射式望遠鏡                                  |
|  | アフトン湖公開天文台            | - | カンザス州ウィチタ                 | - | ウィチタ大学附属天文台 - 40cm反射式望遠鏡         |
|  | メンデル天文台                  | - | マサチューセッツ州                 | - | メリマック大学附属天文台 - 50cm反射式望遠鏡       |
|  | ミシガン州立大学付属天文台      | - | ミシガン州                         | - | 60cm反射式望遠鏡                                  |
|  | フォックスパーク公開天文台      | - | ミシガン州                         | - | [ 13 ]                                            |
|  | モンゴメリーヒル天文台          | - | カリフォルニア州                   | - | 35cm反射式望遠鏡                                  |
|  | ワイドナー大学附属天文台        | - | ペンシルベニア州                   | - | 40cm反射式望遠鏡                                  |
|  | ニコラス・R・アンダーソン天文台 | - | バージニア州                       | - | バージニア工科大学附属天文台 - 35cm反射式望遠鏡   |
|  | シャボー宇宙科学センター        | - | カリフォルニア州オークランド       | - | [ 17 ]                                            |
|  | カスター天文台                  | - | ニューヨーク州                     | - | [ 18 ]                                            |
|  | コペルニク天文台&科学センター   | - | ニューヨーク州ベスタル             | - | [ 19 ]                                            |

### カナダ
|  | 名称                     |   | 所在地           |   | 備考   |
|  | ワッシュバーン天文台     | - | ウィスコンシン州 | - | [ 20 ] |
|  | キラーニー州立公園天文台 | - | オンタリオ州     | - | [ 21 ] |

### イギリス
|  | 名称                         |   | 所在地                                           |   | 備考                                                      |
|  | エアドリー公開天文台         | - | スコットランド・ノース・ラナークシャーエアドリー | - | [ 22 ]                                                    |
|  | コーツ天文台                 | - | スコットランド・レンフルーシャーペイズリー       | - | [ 23 ]                                                    |
|  | ミルズ天文台                 | - | スコットランド・ダンディー                       | - | [ 24 ]                                                    |
|  | ハンウェルコミュニティ天文台 | - | イングランド・オックスフォードシャー             | - | 76cm反射式望遠鏡                                          |
|  | キール天文台                 | - | イングランド・スタッフォードシャー               | - | キール大学附属天文台 - 43cm反射式望遠鏡、31cm屈折式望遠鏡 |

### オーストリア
|  | 名称           |   | 所在地   |   | 備考   |
|  | カフナー天文台 | - | ウィーン | - | [ 27 ] |

### オーストラリア
|  | 名称                            |   | 所在地                   |   | 備考                                                 |
|  | シャルルコスモスセンター&天文台 | - | クイーンズランド州       | - | 30cm反射式望遠鏡                                     |
|  | マッジー天文台                  | - | ニューサウスウェールズ州 | - | 40cm反射式望遠鏡、28cm反射式望遠鏡、25cm反射式望遠鏡 |
|  | ペンリス天文台                  | - | ニューサウスウェールズ州 | - | ウェスタンシドニー大学附属天文台 - 60cm反射式望遠鏡  |
|  | シドニー天文台                  | - | ニューサウスウェールズ州 | - | 40cm反射式望遠鏡                                     |